# Jiří Milek
Jiří Milek (* 3. července 1963 Zábřeh) je český podnikatel, generální ředitel společnosti Úsovsko, od prosince 2017 do června 2018 ministr zemědělství ČR v první Babišově vládě, nestraník za hnutí ANO 2011.

## Život
V letech 1978 až 1982 vystudoval obor pěstitel-chovatel na Střední zemědělské technické škole v Šumperku a následně v letech 1982 až 1986 obor fytotechnický na Agronomické fakultě Vysoké školy zemědělské v Brně (získal titul Ing.).
Je předsedou představenstva zemědělského a potravinářského koncernu Úsovsko se sídlem v Klopině na Šumpersku a dále pak členem statutárních orgánů řady dalších firem (převážně dceřiných firem). Koncern vyrábí mimo jiné tyčinky Fit nebo křupky Bersi.
V roce 2011 byl vyhlášen v anketě Manažer roku 2010 manažerem odvětví výroba potravin. V letech 2013 a 2014 získala společnost Úsovsko EKO z koncernu Úsovsko ocenění Zemědělec roku.
V letech 2011 až 2014 a opět od roku 2017 je členem představenstva Agrární komory ČR. Od roku 2015 je místopředsedou předsednictva spolku Iniciativa zemědělských a potravinářských podniků, jehož cílem je hájit domácí výrobce, prosazovat větší ochranu domácího trhu a propagovat tuzemské potraviny.
Jiří Milek žije v obci Klopina na Šumpersku.

## Politické působení
Je nestraník. V krajských volbách v roce 2012 kandidoval jako nestraník za stranu NEZÁVISLÁ VOLBA (NV) do Zastupitelstva Olomouckého kraje, ale neuspěl.
Ve volbách do Poslanecké sněmovny PČR v roce 2013 kandidoval jako nestraník za hnutí ANO 2011 v Olomouckém kraji, ale rovněž neuspěl.
Dne 13. prosince 2017 ho prezident Miloš Zeman jmenoval ministrem zemědělství ČR ve první vládě Andreje Babiše. Funkci zastával do června 2018, kdy byla jmenována druhá vláda Andreje Babiše, jejímž členem se však již nestal.